# Themus kaschmirensis
Themus kaschmirensis is een keversoort uit de familie soldaatjes (Cantharidae). De wetenschappelijke naam van de soort werd in 1909 gepubliceerd door Maurice Pic.